# Saff-tombe
Een Saff-tombe is een term voor een type graftombe dat voornamelijk werd gebouwd tijdens de 11e dynastie van Egypte. De term komt oorspronkelijk van het Arabische woord saff dat "rij" of "lijn" betekent. De saff-tombes zijn in een rij gerangschikt, langs een heuvel.

## Architectuur
De tombes zijn uitgehouwen in de steenwand te El-Tarif, te Thebe, ten westen van de Nijl. Deze voor die tijd nieuwe stijl van begrafenisarchitectuur kenmerkt zich door een lange binnenhof met een uit rots gehouden zuilengalerij. De ruimtes wijzen naar de centrale binnenhof waar de overledene begraven lag; hierdoor was het mogelijk om meerdere personen in één tombe te begraven. Het merendeel van de grafkamers is ongedecoreerd gebleven, wat opmerkelijk is voor Egyptische koningsgraven.

## Voorbeelden
Voorbeelden van saff-tombes zijn van
- Antef I,
- Antef II en
- Antef III
- Antef (generaal) te TT386

## Galerij
Illustrerende afbeeldingen uit het graf van Antef I.

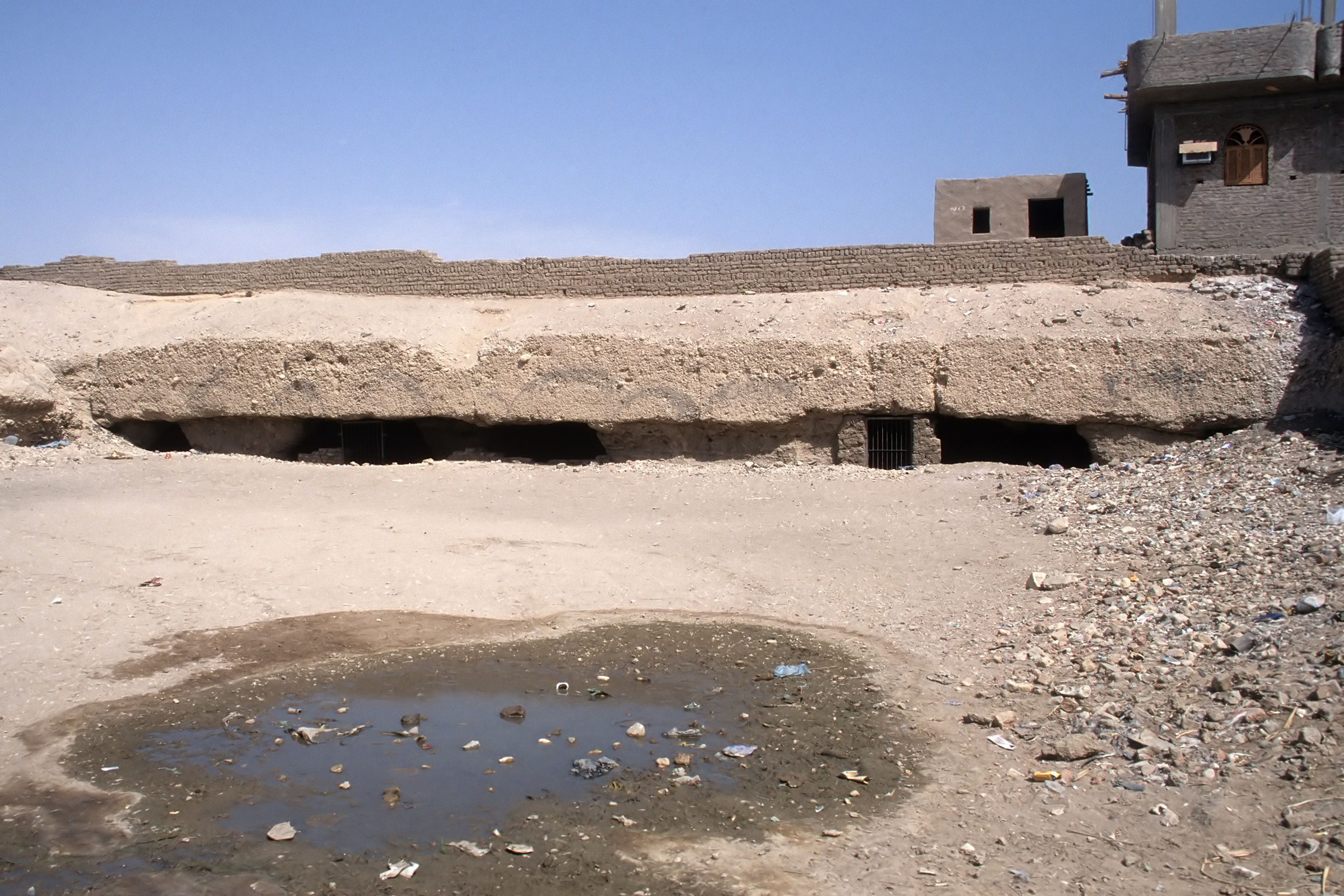
Binnenhof uit rots gehouwen.
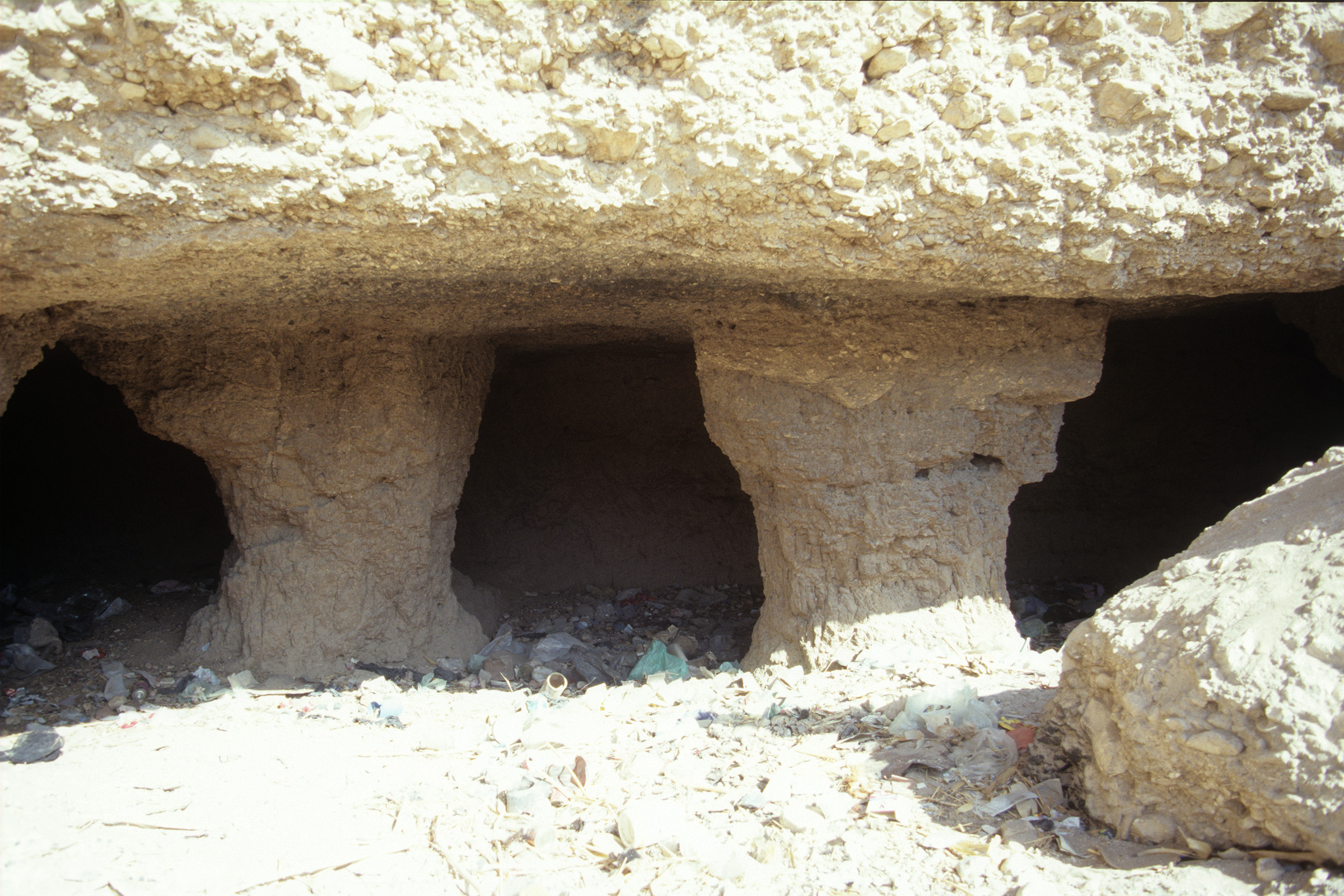
Pijlers.
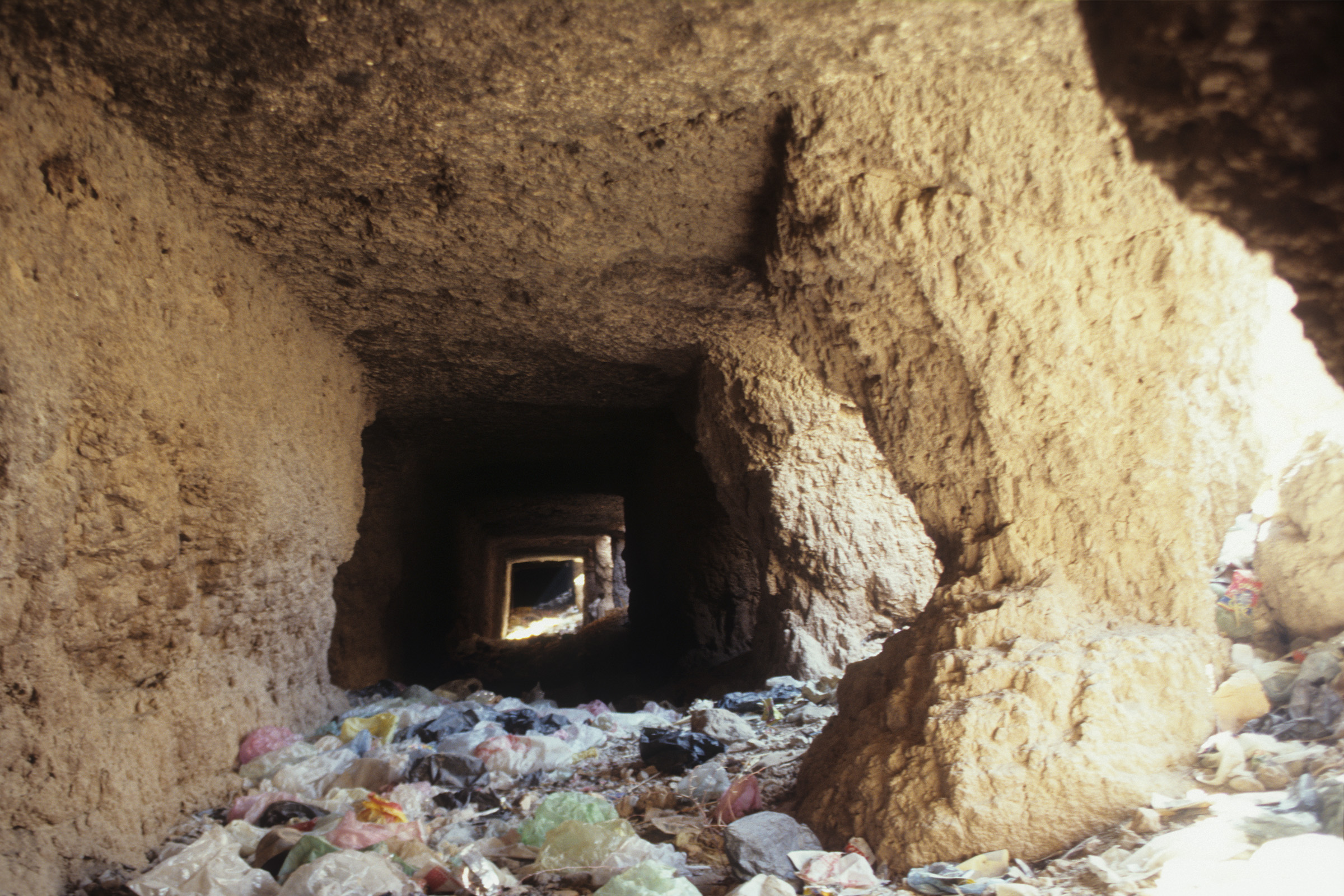
Pijlers van de gevel van het saff-graf.
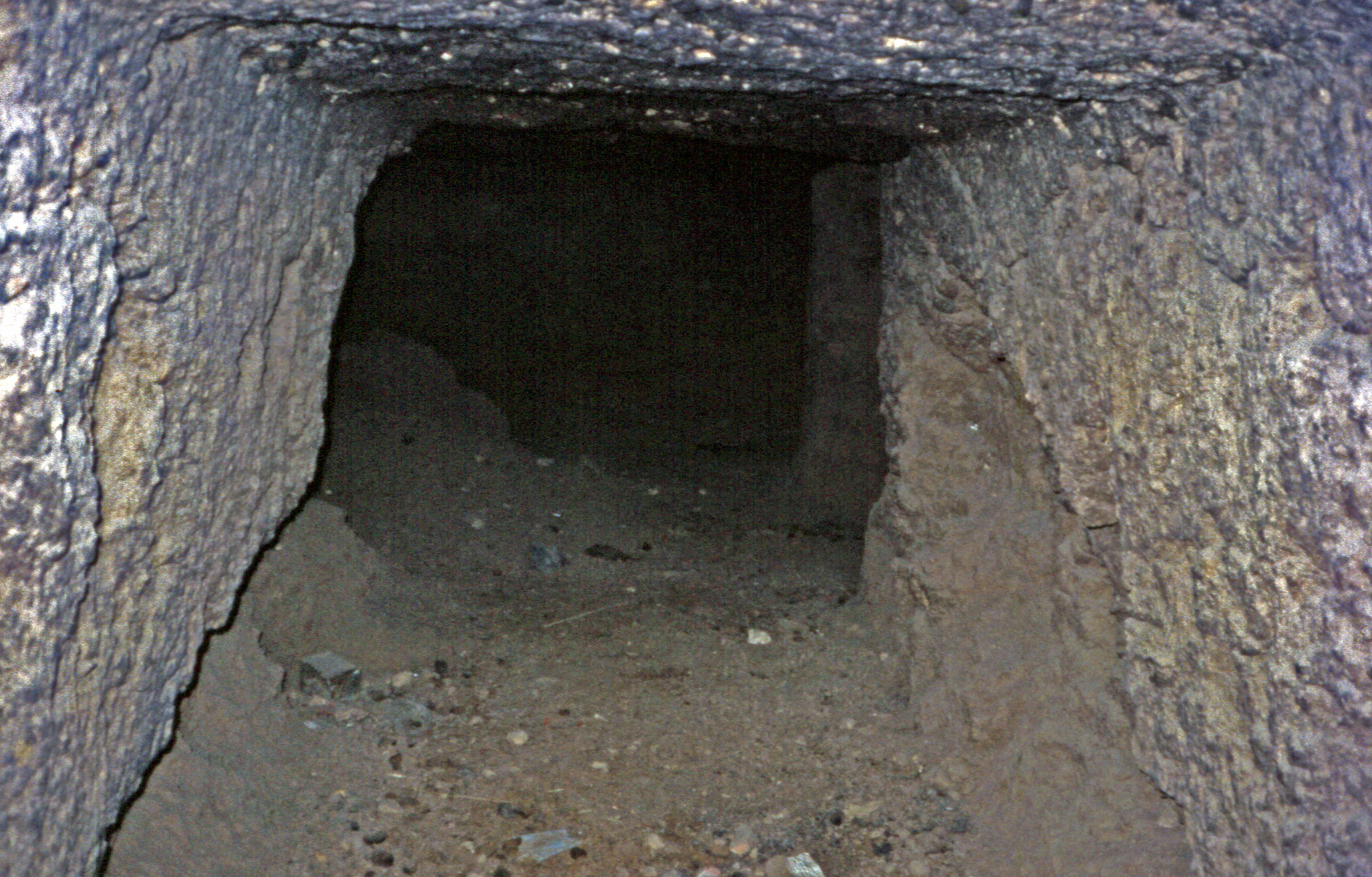
Gangen in het graf.